# Ят-ха
«Ят-Ха» (Yat-Kha, «Ятха») — тувинская музыкальная группа, бессменным участником и лидером которой является тувинский вокалист и гитарист Альберт Кувезин. В музыке группы присутствуют элементы тувинской народной музыки, различных направлений рок-музыки (в ранние годы — электронной музыки) и тувинское горловое пение (Каргыраа) Альберта Кувезина.

## История
Группа Ят-Ха была образована в 1992 году в Москве Альбертом Кувезиным и электронным музыкантом Иваном Соколовским, известным, в частности, как участник групп «Ночной Проспект» и «Центр». Музыка того периода была насыщена, помимо тувинского горлового пения Альберта Кувезина, электронно-индустриальными элементами, и даже напоминала музыку таких групп, как «Front 242».
После выхода одноимённого альбома «Ят-Ха», творческие пути Кувезина и Соколовского разошлись. Иван Соколовский выпустил свою (обработанную и дополненную) версию альбома Ят-Ха под названием Tundra’s Ghosts в 1996—1997 годах.

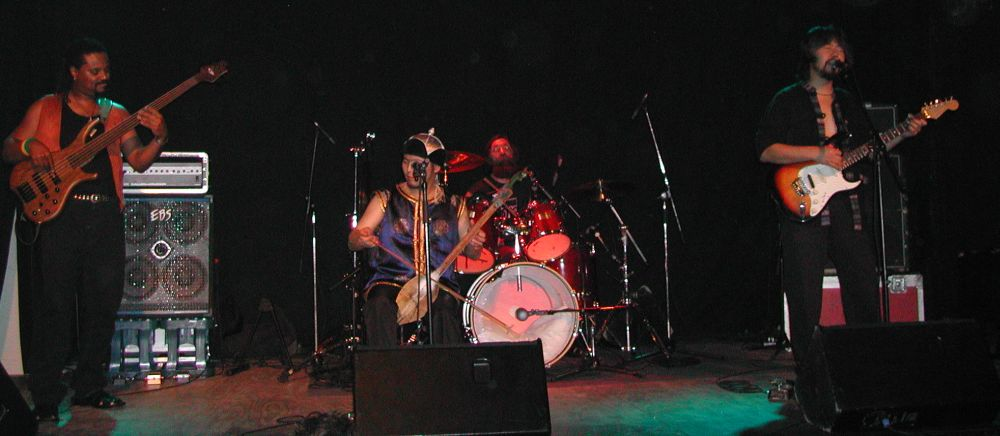
Ят-ха на концерте во Франкфурте-на-Майне, 13 октября 2005

Впоследствии группа состояла из Кувезина и других музыкантов, среди которых единственным более или менее постоянным участником группы является Евгений Ткачёв. В музыке электроника сменилась на рок и постпанк.
Группа совершила несколько мировых турне, выступая, в основном, за пределами России. Одним из людей на Западе, с которым сотрудничала группа, был Лу Эдмондс, известный как участник группы Public Image Ltd.
Начиная с 2001 года, Ят-ха также исполняют вживую саундтрек к немому фильму Всеволода Пудовкина 1928 года «Потомок Чингис-Хана». В 2002 году группа стала обладателем награды BBC Radio 3 World Music Awards в номинации Азиатско-Тихоокеанский регион.
В 2005 году группа выпустила альбом кавер-версий Re-Covers с песнями таких групп, как Joy Division, Iron Butterfly, Kraftwerk, спетых горловым пением Альберта Кувезина.
В 2008 году песня «Ахой», известная так же как «Энесай» в исполнении одноимённой группы, записанная вместе с певицей Сайлык Оммун, была использована в качестве саундтрека к якутскому фильму ужасов «Тропа смерти 2»
В январе 2011 года альбом Poets and Lighthouses занял верхнюю строчку European World Music Charts.
В 2023 году песня «Karangailyg Kara Hovaa (Dyngyldai)» была использована в рекламной кампании iPhone 15 Pro.

## Музыкальная характеристика
Музыканты играют рок-музыку с примесью авангарда, положенную на тувинские народные мелодии. Группа использует как традиционное для тувинской музыки горловое пение в качестве вокала так и обычный вокал. К особенностям игры можно добавить нестандартные размеры и ускоряющийся ритм к концу песни. Сам лидер группы, Альберт Кувезин, о музыке коллектива говорит следующим образом: 
Мы, все таки, современные люди и поэтому нам ближе рок-н-ролл, но корни, это несомненно — традиционная музыка: горловое пение в сопровождении народных инструментов. Традиционная для нашей культуры мелодика. Электрогитары звучат на фоне нетипичных для рок-музыки, более живых азиатских, в том числе и арабских ритмов. Музыканты, играющие подобную музыку - это всегда своеобразные мостики, благодаря которым осуществляется связь времен

## Дискография
- 1989 — «Признак грядущей беды» (магнитный альбом)
- 1992 — Khanparty (кассетный альбом)
- 1993 — Antropophagia
- 1995 — Yenisei Punk[2]
- 1996/1997 — Tundra’s Ghosts (версия Ивана Соколовского с альбома Antropophagia)
- 1999 — Dalai Beldiri
- 2000 — Aldyn Dashka
- 2001 — Bootleg (концертный альбом)
- 2003 — Tuva.rock
- 2005 — Re-Covers
- 2005 — Bootleg 2005 (концертный альбом)
- 2010 — Live at Meltdown festival in London 2005 (концертный альбом)
- 2010 — Poets and Lighthouses
- 2010 — The Ways of Nomad.The Best of… (сборник)
- 2011 — Live at Stray Dog Club.Novosibirsk
- 2021 — We Will Never Die

## Участники
| (1991—1993) |
| --- |
| - Альберт Кувезин (вокал, хоомей, гитара, народные инструменты) - Иван Соколовский (синтезаторы, электроника, перкуссия) |
| (1995—1999) |
| - Альберт Кувезин - Лу Эдмондс (бас) - Радик Тюлюш (вокал, хоомей, народные инструменты) - Евгений Ткачёв (ударные, перкуссия) |
| (1999—2001) |
| - Альберт Кувезин - Алдын-оол Севек (вокал, хоомей, народные инструменты - Михаил "Махмуд" Скрипальщиков (бас) - Сайлык Оммун (вокал, народные инструменты) - Радик Тюлюш (вокал, хоомей, народные инструменты) - Евгений Ткачёв (ударные, перкуссия) |
| (2001~2003) |
| - Альберт Кувезин - Михаил "Махмуд" Скрипальщиков (бас) - Сайлык Оммун (вокал, народные инструменты) - Радик Тюлюш (вокал, хоомей, народные инструменты) - Евгений Ткачёв (ударные, перкуссия)                                                        |
| (2003—2005) |
| - Альберт Кувезин - Teodore Scipio (бас) - Сайлык Оммун (вокал, народные инструменты) - Радик Тюлюш (вокал, хоомей, народные инструменты) - Евгений Ткачёв (ударные, перкуссия)                                                                       |
| В настоящее время |
| - Альберт Кувезин - Шолбан Монгуш (вокал, игил, народные инструменты) - Алексей Саая (вокал, бас, кларнет, народные инструменты) - Teodore Scipio (бас) - Евгений Ткачёв (ударные, перкуссия)                                                         |

Участники группы на сцене фестиваля The Spirit of Tengri 2024
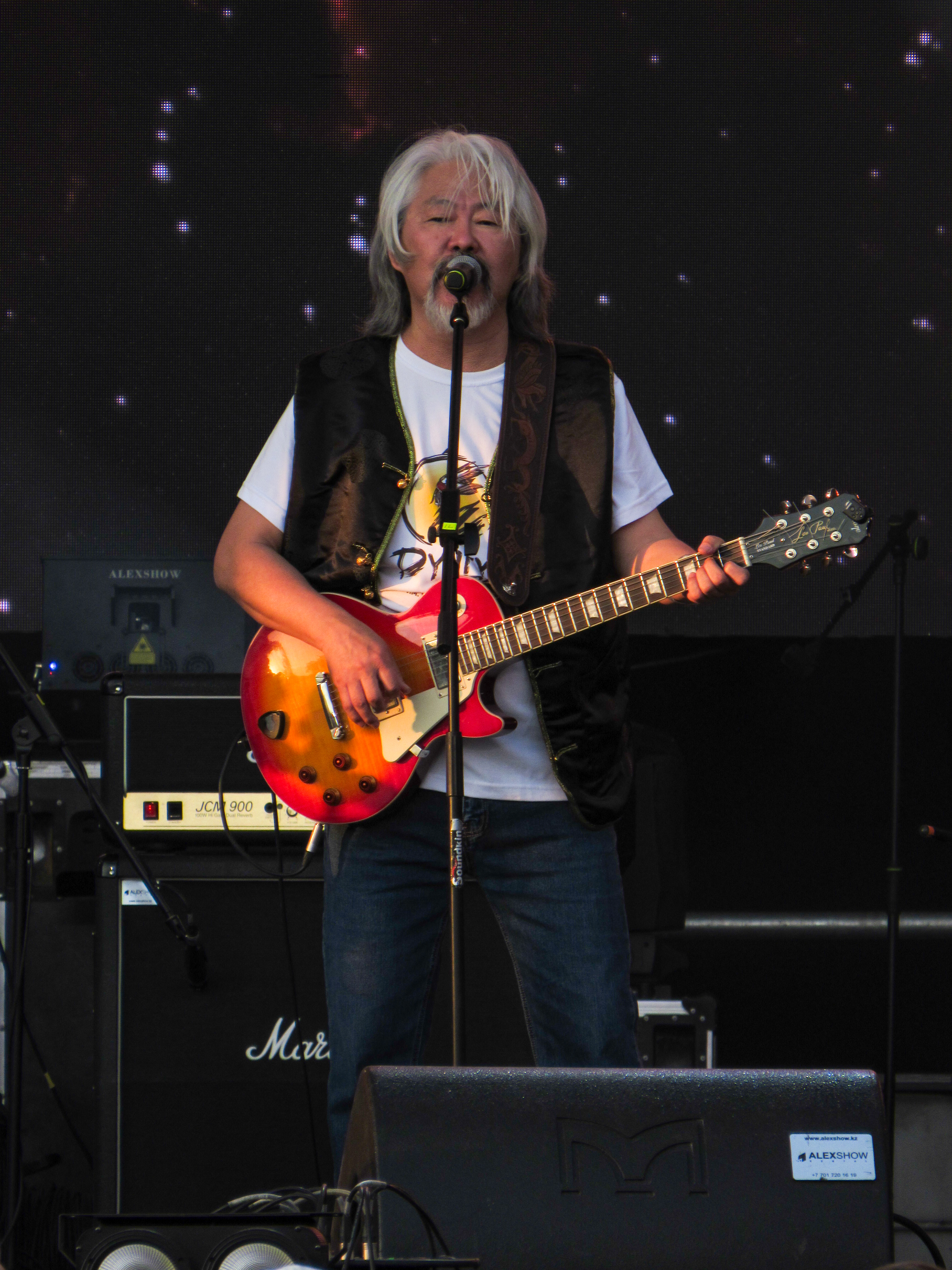
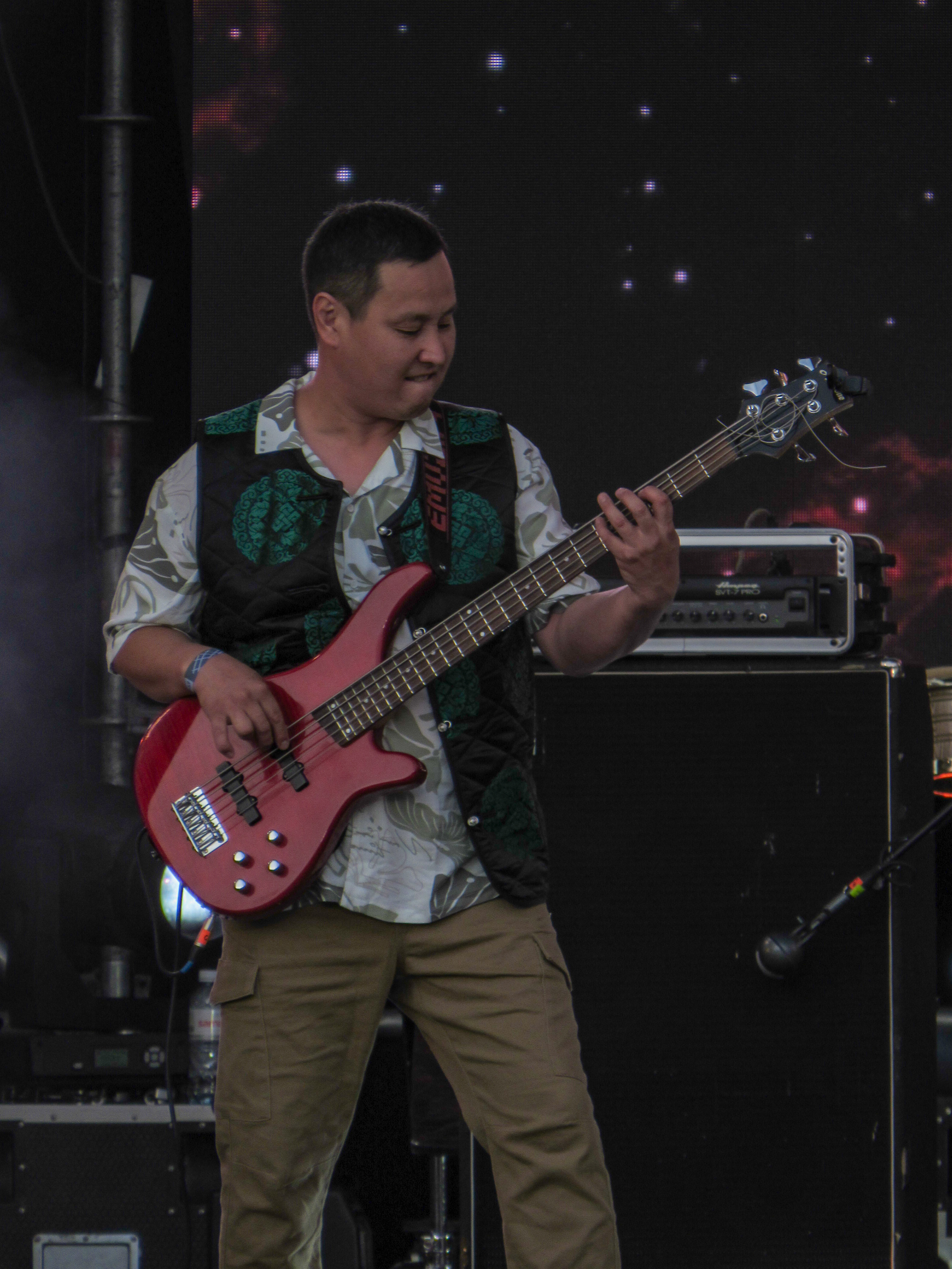
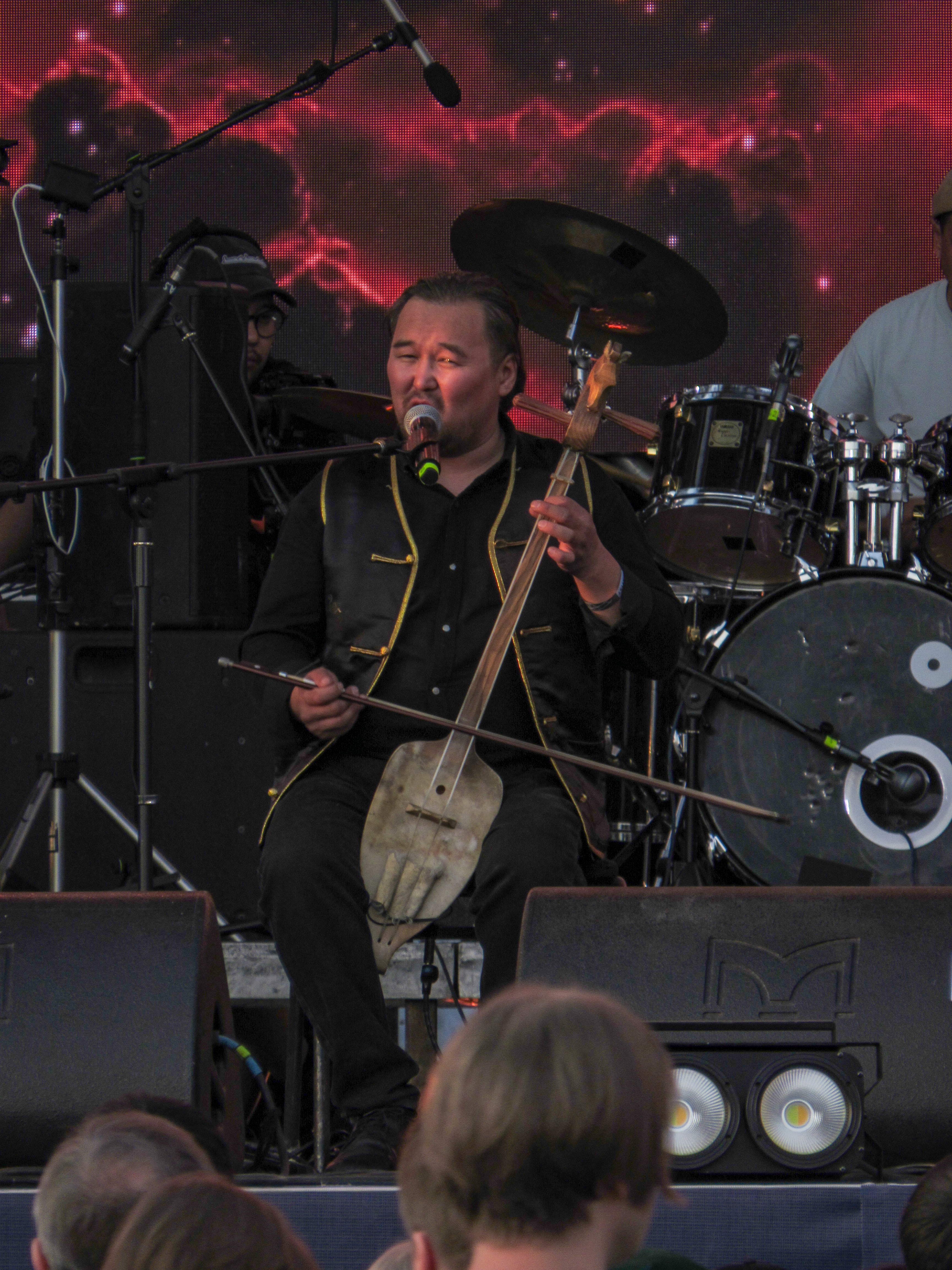
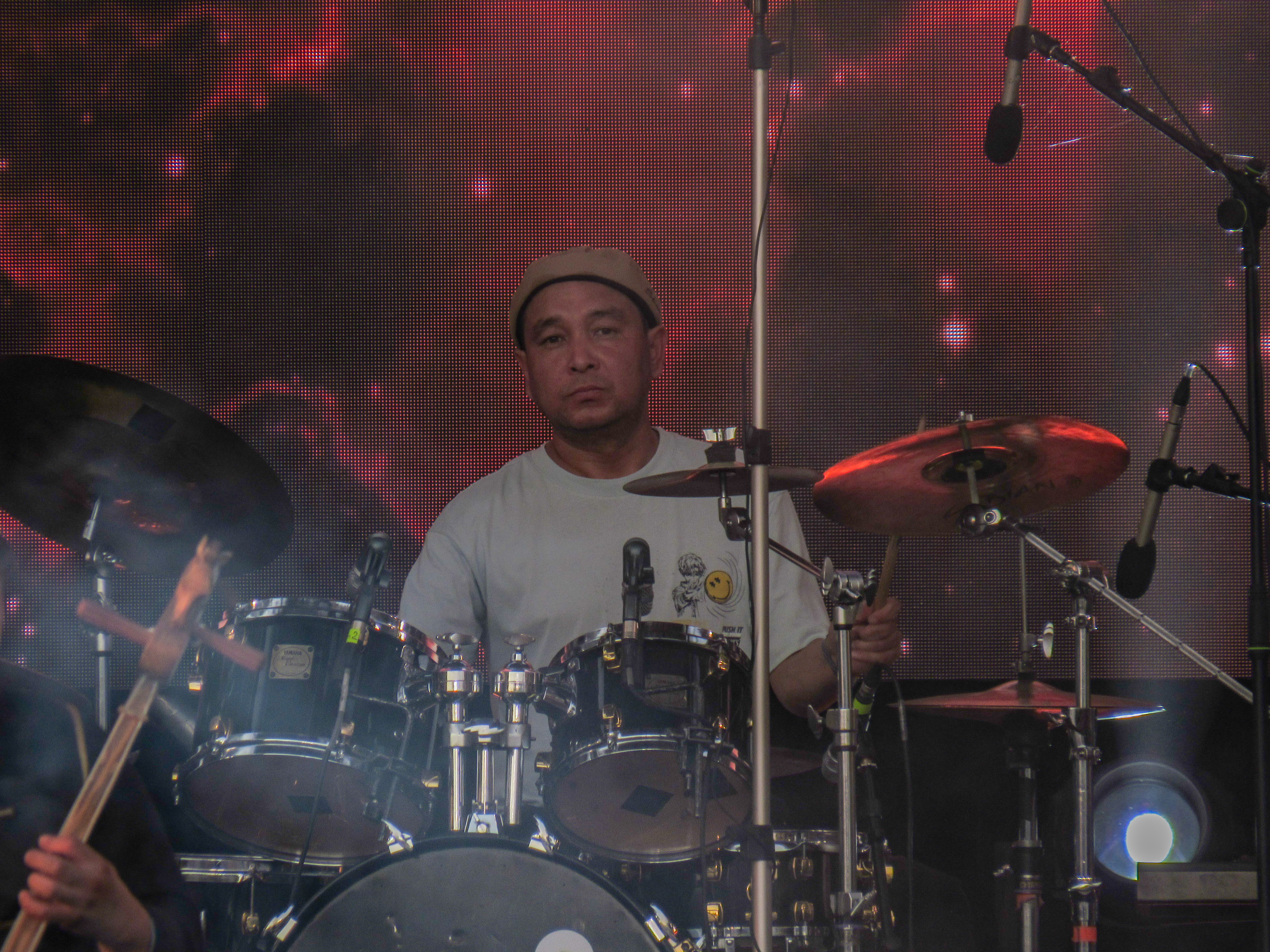

## Награды
- 1990 — приз Брайана Ино на фестивале «Голос Азии» (Алматы, Казахстан)
- 1996 — французский приз Decouvertes Est за альбом Yenisei Punk
- 1999 — приз немецких критиков за Dalai Beldiri
- 2002 — приз «Award for World Music» радио BBC Radio 3